# Polygonella fimbriata
Polygonella fimbriata (Elliott) Horton – gatunek rośliny z rodziny rdestowatych (Polygonaceae Juss.). Występuje naturalnie w południowo-wschodnich Stanach Zjednoczonych – w Georgii, Alabamie oraz na Florydzie. 

## Morfologia
PokrójRoślina jednoroczna dorastająca do 10–60 cm wysokości.
LiścieIch blaszka liściowa jest siedząca i ma kształt od równowąskiego do sierpowatego. Mierzy 19–36 mm długości oraz 1–2 mm szerokości, o spiczastym wierzchołku. Gatka jest orzęsiona.
KwiatyObupłciowe lub funkcjonalnie jednopłciowe, zebrane w grona o długości 10–24 mm, rozwijają się na szczytach pędów. Listki okwiatu mają owalny lub podłużny kształt i różowawą barwę, mierzą 1–2 mm długości.
OwoceTrójboczne niełupki osiągające 2–3 mm długości.

## Biologia i ekologia
Rośnie w lasach sosnowych, na terenach nizinnych. Kwitnie od lipca do października.